# 2012年11月逝世人物列表
2012年逝世人物列表：1月 - 2月 - 3月 - 4月 - 5月 - 6月 - 7月 - 8月 - 9月 - 10月 - 11月 - 12月
2012年11月逝世人物列表，是用于汇总2012年11月期间逝世人物的列表。

## 依日期排序

### 11月1日
- 陈祖德，68歲，中国围棋九段，中国棋院前院长。因胰腺癌而病逝。新浪體育（页面存档备份，存于）中国棋院（页面存档备份，存于）腾讯体育（页面存档备份，存于）
- 大瑞P.P（西班牙語：Pascual Pérez），55歲，多明尼加棒球投手，曾效力於匹茲堡海盜隊、時報鷹等職業球隊。於家鄉多明尼加遇劫身亡。今日新聞網（页面存档备份，存于）

### 11月2日
- 韓素音（Han Suyin），95歲，瑞士籍華裔女作家，其作品曾於1955年被改編拍成電影《生死戀》（Love Is a Many-Splendored Thing）。於瑞士洛桑寓所壽終。蘋果日報（页面存档备份，存于）、星島日報（页面存档备份，存于）

### 11月3日
- 楊玉斌，53歲，台灣四海幫時任幫主，曾任新竹市議員。被助理發現陳屍臨沂街住處，粗估死亡時間已超過十日，研判因病猝死。中國時報

### 11月5日
- 于凌达，54岁，中国演员，曾在中國电视剧《中国远征军》、《金大班》演出。後因肝疾而亡。 腾讯娱乐（页面存档备份，存于）
- 林炳文，61歲，國立成功大學醫學院附設醫院院長。因罹患淋巴癌而亡。自由時報

### 11月6日
- 克莱夫·邓恩，92岁，英国喜剧演员、作家、歌手。BBC（页面存档备份，存于）
- 黃吳秀妹，96歲，台灣人，全球最高齡的慰安婦。中央社[]
- 郭傳真，94歲，天主教濟南教區輔理主教，山東省聖神修院創辦人、院長，心臟病發逝世。公教報（页面存档备份，存于）

### 11月8日
- 張頌，76歲，中國傳媒大學播音主持藝術學院前任院長、中國播音界泰斗，食道癌病逝。新京報（页面存档备份，存于）
- 李默然，85岁，中国话剧和电影演员，曾主演《甲午风云》。後因病而逝。鳳凰網（页面存档备份，存于）
- 羅冠樵，94歲，香港插畫家、《兒童樂園》創辦人。蘋果日報（页面存档备份，存于）

### 11月9日
- 施鐘响，76岁，曾任中華民國高雄市議會議員、台灣省議會議員、2屆監察委員。糖尿病病逝。新頭殼（页面存档备份，存于）

### 11月10日
- 高玮，75岁，中国鸟类学家。科学网（页面存档备份，存于）
- 趙若伊，24歲，台灣台中人，網路暱稱「抗癌美女」，以上傳「罹病化妝術」，教導癌友勇敢面對病痛，並漂亮活著每一天。因惡性骨肉癌擴散逝世。Ettoday（页面存档备份，存于）
- 森光子，92歲，日本資深女演員，日本第一位獲得國民榮譽獎的女星。因肺炎引發心力衰竭病逝。中央社
- 刘尧汉，91岁，中国民族学家、历史学家，彝学泰斗，中国社会科学院民族学与人类学研究所研究员。[1]

### 11月11日
- 蕭啟慶，75歲，台灣學者，蒙古暨元朝史學家、中央研究院院士、國立清華大學榮譽講座教授。中央社
- 蓝仁哲，72岁，中國大陸翻译家，原四川外语学院院长。後因病而逝。中新网（页面存档备份，存于）

### 11月12日
- 張錦文，79歲，台灣醫院管理專家。因心肺衰竭而亡。聯合報[]

### 11月13日
- 洪孟民，82岁，中国分子遗传学家，中国科学院院士。後因病而逝。科学网（页面存档备份，存于）
- 姚德芬，40歲，獲金氏世界紀錄確認為全球最高的女子。死因不明。新安晚報

### 11月14日
- ，37岁，巴西職業足球運動員，司職前鋒，白血病病逝。新浪网[]
- 賈巴瑞（Ahmed al-Jabari）52歲，巴勒斯坦哈瑪斯集團（Hamas）軍事行動領導人。遭以色列發射飛彈擊中身亡。中央社（页面存档备份，存于）
- 蔣卫鎖，44歲，因為揭露中國奶業造假黑幕而被媒體譽為「中國乳業打假第一人」，遇襲身亡。東方日報（页面存档备份，存于）
- 梅必永，46歲，中國浙江人，曾任云河武术协会会长并且在国际武术大赛中获得七项全能冠军，因故與鄰居爭執被菜刀砍傷不治。廣州日報（页面存档备份，存于）

### 11月15日
- 卡尼拉 (葡萄牙語：Luis Carreira)，35歲，葡萄牙電單車車手，在第59屆澳門格蘭披治大賽車的電單車賽排位戰賽事中意外撞防撞攔身亡。 澳門格蘭披治大賽車委員會[]、太陽報（页面存档备份，存于）
- 宋瑞雲，71歲，巴西首位羅馬天主教華人主教，聖加布里埃爾-達卡紹埃拉教區主教（2002年－2009年），香港鄧鏡波書院校友。Catholic-Hierarchy（页面存档备份，存于）

### 11月16日
- 丘永材，40歲，香港房車車手，在第59屆澳門格蘭披治大賽車的澳門電訊房車盃排位戰賽事中意外撞攔身亡。 澳門格蘭披治大賽車委員會[]、明報（页面存档备份，存于）
- 熊頓，30歲，中國女漫畫家，淋巴癌病逝。新京報（页面存档备份，存于）

### 11月17日
- 玛丽亚·桑托斯·戈罗斯蒂埃塔·萨拉萨尔（María Santos Gorrostieta Salazar），36歲，墨西哥米卻肯州提魁奇奧市前女市長，被毒販殺害。民視（页面存档备份，存于）

### 11月19日
- 饶兴，103歲，原中国气象局党组书记、局长，後因病而逝。新華網

### 11月20日
- 郭慕孙，92岁，中国化学工程学家，中国科学院院士，病逝。科学网（页面存档备份，存于）

### 11月21日
- 王后军，69岁，中國國家足球隊隊員，上海浦東足球俱樂部總教练，尿毒症病逝。新浪（页面存档备份，存于）
- 穆罕默德·阿吉馬·卡薩布（烏都語：محمد اجمل امیر قصاب)，25歲，2008年孟買連環恐怖襲擊十名槍手之一，被印度判處絞刑處決。星島日報（页面存档备份，存于）
- 奧巴拉（Edwarda O'Bara），59歲，自1970年起因糖尿病而沉睡被稱為沉睡白雪公主，在美國邁阿密家中逝世。太陽報（页面存档备份，存于）

### 11月22日
- 丁光训主教，98歲，曾接任中華聖公會浙江教區主教等職。新華網（页面存档备份，存于）
- 黄升，24歲，2010年毕业于江苏警官学院。毕业后在江苏省徐州市云龙区公安局子房派出所工作。在赴山东滨州办案途中，遭遇犯罪分子伏击抢救无效牺牲。央视網（页面存档备份，存于）

### 11月23日
- 張瓏，65歲，台灣文化部參事，和兒子媳婦前往北海道自駕旅遊，在釧路附近撞車身亡。 自由時報

### 11月24日
- 佛洛瑞絲·嘉梅茲（Maria Susana Flores Gamez），20歲，2012年墨西哥錫那羅亞州選美競選冠軍，在墨西哥毒品戰爭中身亡。 法新社（页面存档备份，存于）

### 11月25日
- 羅陽，51歲，中航工業瀋陽飛機工業（集團）有限公司董事長兼總經理、殲15戰鬥機項目負責人，在遼寧號航空母艦突發心臟病送醫不治。新華網（页面存档备份，存于）、BBC（页面存档备份，存于）
- 齋藤光正，80歲，日本電影導演，曾執導《戰國自衛隊》和電視劇《前程錦繡》，肺炎病逝。 NHK
- 黛娜·謝里登（Dinah Sheridan），92歲，英國女演員，家中病逝。黛娜謝里登官方網站

### 11月26日
- 约瑟夫·默里，93岁，诺贝尔生理学或医学奖获得者。科学网（页面存档备份，存于）